# Pierfrancesco Prosperi
Pierfrancesco Prosperi, noto anche come Piero Prosperi (Arezzo, 21 luglio 1945), è uno scrittore, autore di fantascienza e fumettista italiano.
È uno dei principali scrittori ucronici italiani.
Ha scritto anche con gli pseudonimi Alessandro De Robertis, Livio Andrea Valdieri, Agatha Francis, Sandra Del Monte.

## Biografia
Inizia a scrivere giovanissimo (il suo primo racconto è un tema di italiano scritto a circa dodici anni); pubblica il primo racconto, Lo stratega, sulla rivista Oltre il cielo nel 1960. Con Luigi Naviglio e Antonio Bellomi ha condiviso lo pseudonimo Jack Azimov.
Ha pubblicato, in seguito, oltre 160 racconti di fantascienza apparsi sulle principali testate e antologie del settore (Urania, Galassia, Oltre il Cielo, Robot, I Romanzi del Cosmo, Futuro, Futuro Europa, Interplanet) oltre che su vari quotidiani, e tradotti più volte all'estero (Francia, Belgio, Germania, Cecoslovacchia-Repubblica Ceca, Ungheria, Romania, Finlandia, Giappone).
Ha pubblicato numerosi romanzi, prevalentemente ucronici, a partire da Autocrisi (1971).
Ha pubblicato anche un saggio sulle morti misteriose dei presidenti americani dal titolo La serie maledetta (1980).
È autore di uno sceneggiato radiofonico, Spazio vitale, tratto dal proprio racconto Lebensraum, trasmesso dalla RAI nel 1978 e interpretato, fra gli altri, da Nando Gazzolo e Giustino Durano. Il suo racconto Una Cadillac per Natale è stato trasmesso dalla struttura regionale della RAI di Sicilia.
Con lo pseudonimo Agatha Francis ha pubblicato tre romanzi rosa per le Edizioni Lancio nel 1982 e 1983, e con lo pseudonimo Sandra Del Monte alcuni racconti giallo-rosa sulla rivista Gioia tra il 1984 e il 1986.
Per alcuni anni, tra il 1994 e il 1997, ha tenuto corsi di sceneggiatura per il fumetto presso la sede fiorentina della Scuola Internazionale di Comics.
Come curatore ha realizzato due antologie di racconti fantastici: Il gioco di vivere, con Roberto Donati e Francesco Grasso, Montecovello 2013, e Slava Ukraini! - 9 penne contro l'Orco, Tabula Fati 2022.
Nel 2022 esce presso Tabula Fati "Architettura dell'Ucronia", biografia letteraria di Prosperi curata da Massimo Acciai Baggiani, che comprende le recensioni dei principali romanzi, una lunga intervista, alcuni racconti inediti e i contributi di alcuni noti scrittori italiani di sf.  

### Fumetti
Nel 1977 intraprende un'intensa attività di soggettista e sceneggiatore di fumetti; autodidatta, inizia con lo sceneggiare alcuni racconti di fantascienza da lui scritti negli anni precedenti, che vengono accettati dal settimanale Intrepido. Successivamente realizza oltre 500 storie brevi e un paio di miniserie (Jumbo e Overland Pony Express) per Intrepido e Il Monello (Ed. Universo), Lanciostory e Skorpio (Ed. Eura); ha inoltre ideato una ventina di storie per Topolino, una dozzina di sceneggiature per Martin Mystère e una mezza dozzina per Zona X.
Fra le altre collaborazioni si possono citare alcuni fumetti "paninari" in collaborazione col disegnatore Felice Mangiarano, fra cui Willy Burg (che arrivò a disporre di una testata propria), pubblicati in gran numero nel 1987-88. Sempre con Mangiarano ha scritto un paio di storie gialle apparse su L'Espresso più nel 1988 e 1989, e alcune storie di Phantom (L'Uomo mascherato) pubblicate in Finlandia nel 1990 e in Australia nel 2017. Con Vittorio Giardino ha realizzato la storia gialla La terza verità apparsa su Corto Maltese nel 1990 e ripubblicata in volume in varie edizioni italiane ed estere. Ha inoltre collaborato a Gordon Link e ha scritto numerose sceneggiature per Balboa-Ronny Ross (Play Press) e per Tiramolla. In seguito ha collaborato con alcuni soggetti a Diabolik.

## Riconoscimenti
Ha vinto numerosi primi premi in concorsi specializzati nel fantastico, fra cui il Premio Italia per il miglior romanzo di fantascienza, vinto due volte (1972 con Autocrisi e 1994 con Garibaldi a Gettysburg), il Premio Città di Montepulciano (1988 e 1989) e il Premio Cosmo 1993, oltre che in concorsi letterari come il Premio Ungaretti (Ovada 1993) e il Premio San Marco - Città di Venezia (Venezia 1994, 1995 e 1997); con il suo primo racconto giallo, Un racconto di dieci pagine, ha vinto l'edizione 2006 del Premio Giallocarta di Civitanova Marche. Con il racconto lungo Best seller ha vinto nel 2022 il Segnalibro d'oro al concorso Esperienze in Giallo di Fossano (Cuneo). 

## Opere

### Romanzi di fantascienza
- Autocrisi, Casa Editrice La Tribuna, 1971
- Seppelliamo re John, Casa Editrice La Tribuna, 1973
- Il tunnel, Alberti, 1992
- Garibaldi a Gettysburg, Editrice Nord, 1993
- Autocrisi 2020, Perseo Libri, 1997
- Supplemento d'indagine, Edizioni Settimo Sigillo, 1999
- La Moschea di San Marco, Bietti, 2007
- Incubo privato, in Incubi per Re John, Urania 1533, Arnoldo Mondadori Editore, 2008
- La Casa dell'Islam, Bietti, 2009. ISBN 978-88-8248-218-3
- Le regole del gioco (racconti), Edimond, 2011
- Vatikan, Tabula Fati, 2012
- HH - Hitler's Hamptons, Rêverie, 2012
- Bersaglio Mario Monti, Rêverie, 2012
- Armageddon 2014, Rêverie, 2013
- Il futuro è passato (racconti), Bietti, 2013
- Undicimila Settembre, Fratini Editore, 2014
- La demolizione di Auschwitz, Leone Editore, 2014
- La terza Moschea, Bietti, 2015
- Il risveglio del Leone, Segretissimo 1629, Arnoldo Mondadori Editore, 2016
- Majorana ha vinto il Nobel, Odoya, 2016
- Mussolinia, Tabula Fati, 2016
- Crociera tra le stelle (con A. Bellomi e L. Naviglio), Edizioni Della Vigna, 2016
- Khimaira, Edizioni Helicon, 2016
- La memoria del Leone, Segretissimo Extra n. 2, Arnoldo Mondadori Editore, 2017
- Finis Terrae, Odoya, 2017
- Leone: Febbre mortale, Segretissimo Extra n. 6, Arnoldo Mondadori Editore, 2018
- Bandiera bianca su San Pietro, Watson Edizioni, 2018
- Bandiera nera! Tabula Fati, 2018
- Il processo n. 13, Edizioni Della Vigna, 2018
- Il 9 maggio, Homo Scrivens, 2019
- La quarta verità, BookSprint, 2019
- Vlad 3.0 - I vampiri di Roma, Porto Seguro, 2019
- Ritorno a Gettysburg, Urania Collezione 206, Arnoldo Mondadori Editore, 2020 [4]
- Venezia nella bolla, Robin Edizioni, 2020
- Napoleone è morto all'Elba (2 volte), Mauro Pagliai Editore, 2020
- Annihilation, Edizioni Helicon, 2020
- Incubo su Lubecca, Tabula Fati, 2021
- Autocrisi 3, Delos Digital, 2021
- La terza verità, 0111 Edizioni, 2021
- La ricostruzione di Auschwitz, Lupi Editore, 2021
- Il primo aereo arriverà da nord, Porto Seguro, 2021
- La scomparsa della Svizzera, 0111 Edizioni, 2021
- La scomparsa del Belgio, 0111 Edizioni, 2022
- La scomparsa di Israele, Lupi Editore, 2022
- Leone: Apocalisse dal cielo, Segretissimo 1670, Arnoldo Mondadori Editore, 2023
- Seppelliamo re Edward, Youcanprint, 2023
- La scomparsa di San Marino, 0111 Edizioni, 2023
- Heartland, Edizioni BookTribu, 2023
- Via Panisperna 90, Edizioni Scudo, 2024
- Leone: Gli artigli del drago, Segretissimo 1676, Arnoldo Mondadori Editore, 2024
- Operazione Sinkhole, Placebook Publishing, 2024
- I delitti di Allah, Placebook Publishing, 2025
- La variabile Heisenberg, Il seme bianco, 2025
- Leone: Partita doppia, Segretissimo 1682, Arnoldo Mondadori Editore, 2025

### Saggi
- La serie maledetta, Armenia, 1980.